# OKC-3S
OKC-3S は、M7銃剣の後継としてアメリカ海兵隊によって開発された、M16系統の自動小銃に装着する銃剣である。この多用途銃剣は、M7より優れた耐久性を備え、戦闘用ナイフとしても機能する。

## 歴史
OKC-3Sは、海兵隊マーシャルアーツプログラム、ナイフ格闘を含む海兵隊の白兵戦訓練を拡張、強化するためにアメリカ海兵隊総司令官ジェームズ・L・ジョーンズ大将によって2001年から開始された武器改良の一環である。多用途銃剣を採用するという決定が2002年12月になされてから、33の異なるナイフが評価された。OKC-3Sはほぼ全てのテストにおいて高い評価を得たため、選ばれることとなった。また、製造・販売は2003年から開始された。

## 構造

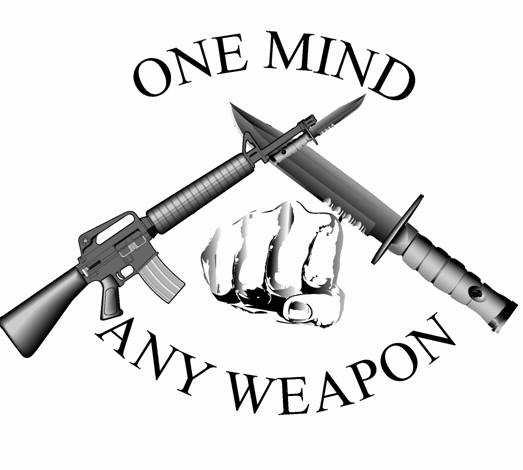
MCMAPのロゴ。OKC-3SとM16がモチーフとなっている

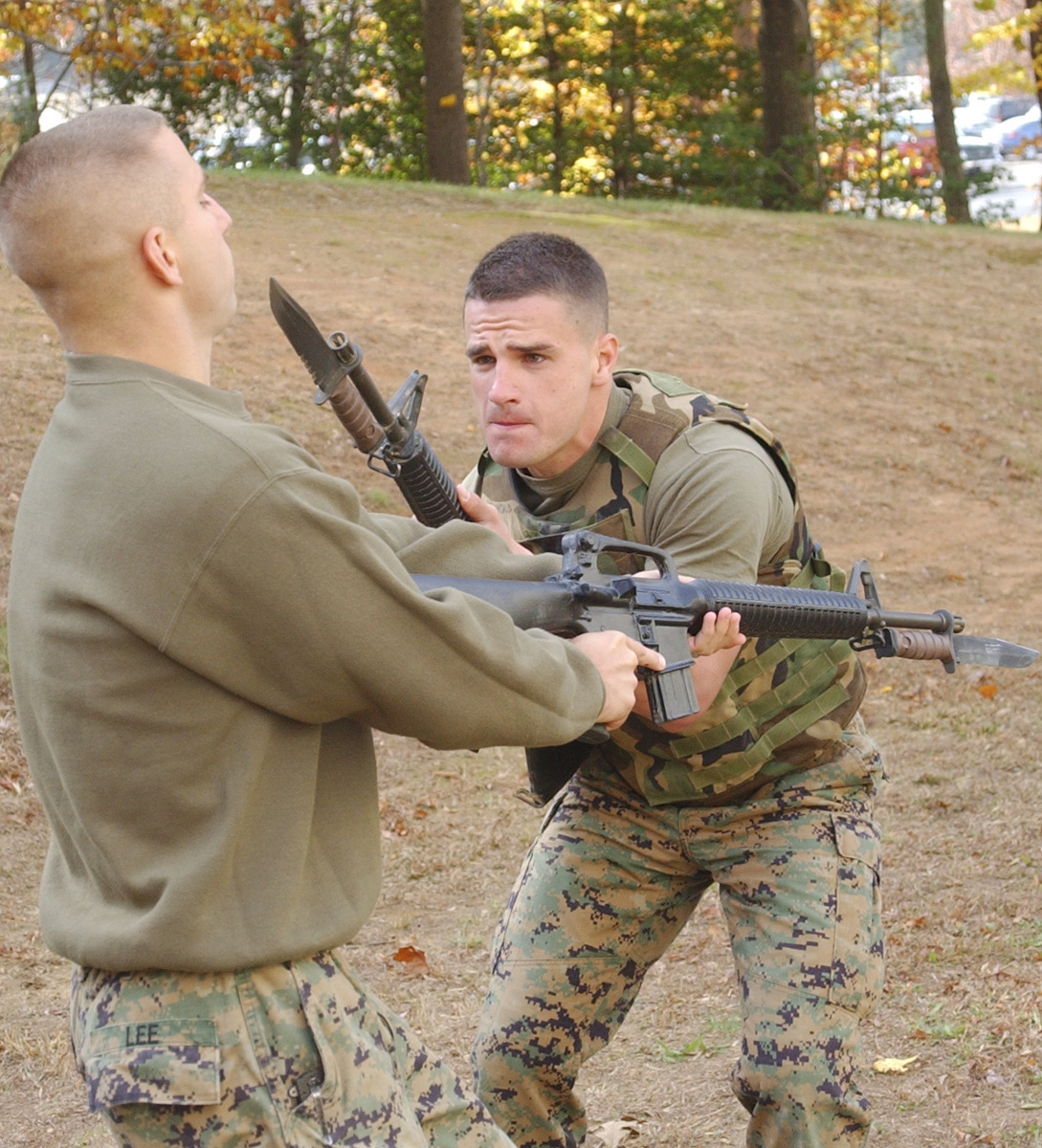
アメリカ海兵隊の銃剣訓練。

OKC-3Sはオンタリオナイフ社一社により製造され、同一商品を民間でも購入することが出来る。樋（ブラッドグルーブ）こそ付いていないが、Ka-Bar戦闘用ナイフのデザインに似通っている。M7より大きく、厚く、重いものの、アメリカ陸軍が支給しているM9よりも薄く、軽くなっている。鋭い刃先はボディーアーマーの貫通を助け、柄の付近に作られている鋸刃（セレーション）は戦闘用のみならず多用途ナイフとしての機能を向上させている。デモンストレーションにおいて、この試作型は航空機用アルミニウムとボディーアーマーに覆われたサンドバッグを貫通することが出来た。全ての箇所は耐腐食性を持つよう設計されており、鞘部を含めて570グラムの重量がある。鞘部と柄部はコヨーテタン色の装備体系に調和するように塗装され、ウッドランド迷彩、砂漠迷彩とも調和させることが出来る。NATOストック番号は1095-01-521-6087である。
OKC-3Sは、刃長20.32センチメートル、刃幅3.49センチメートル、刃厚0.51センチメートルである。またセレーション部は刃渡りの中で4.4センチメートルである。刃部はHRC硬度53-58の1095高炭素鋼製であり、-32から57℃の間で破損することなく機能する。刃部にはリン酸塩皮膜処理も施されている。
柄部には滑り止め加工として人間工学に基づいた溝が掘られており、断面が楕円形をしている。この構造は擦過傷を防ぐと共に、訓練中の手の疲労を抑える働きも持つ。また、使用者が暗闇で刃の方向を確認するために、ハクトウワシと地球・錨の海兵隊マークが刻印されているという特徴を持つ。ナロータング式の中子をかしめることで、いずれもリン酸塩皮膜処理が施された鍔・マズルリングと柄頭(パメル)の留め金を繋いでいる。以前のオンタリオナイフ社の社長であり、最高責任者のニック・トバービッチ・ジュニアは「我々は柄部が人間工学的に正しいと言うことを証明するのに多くの時間を費やした……柄部には肉刺ができるような場所がない。海兵隊員は最高であり、彼らは最高に値する」と語った。
ネイティック陸軍研究所によって設計されたポリエステル・エラストマー製の鞘部は、M7の鞘部から重量と騒音を軽減し、en:ILBEと調和させられる。また鞘部の口には、銃剣を固定するために、内部の形に一致するように作られたステンレス鋼製ばねと滑り止めが設けられている。セラミックで覆われたアルミニウム製の砥ぎ棒（ホーニング・ロッド）は鞘部の裏側に位置している。鞘部はen:MOLLEシステムのPALSに対応している。　